# Suhescun
Suhescun település Franciaországban, Pyrénées-Atlantiques megyében. Lakosainak száma 165 fő (2022. január 1.). Suhescun Ainhice-Mongelos, Iholdy, Irissarry, Jaxu és Lantabat községekkel határos.

## Népesség
A település népessége az elmúlt években az alábbi módon változott:
| Lakosok száma | 173  | 174  | 181  | 173  | 172  | 168  | 166  | 164  | 165  |
|               | 2013 | 2015 | 2016 | 2017 | 2018 | 2019 | 2020 | 2021 | 2022 |